# Fator de vista
Fator de vista, fator de visada, fator de visão ou fator de forma na transferência de calor por radiação, {\displaystyle F_{A\rightarrow B}}, é a proporção da radiação que sai da superfície {\displaystyle A} que atinge a superfície {\displaystyle B}, sendo função de uma relação geométrica entre as superfícies emissora e receptora de radiação.